# Пакульт, Петер
Пе́тер Па́культ (нем. Peter Pacult; родился 28 октября 1959, Вена) — австрийский футболист и тренер.

## Карьера игрока

### Клубная карьера
Пакульт был результативным форвардом, за исключением матчей за национальную сборную. Пакульт начал свою карьеру в Вене с «Флоридсдорфом», где играл до перехода в профессиональный клуб «Винер Шпорт-Клуб». Он присоединился к австрийскому гранду «Рапиду» четыре года спустя, где в 1985 году проиграл в финале Кубка обладателей кубков «Эвертону». Он также выиграл два чемпионских титула с австрийским клубом «Сваровски-Тироль», в составе которого стал лучшим бомбардиром чемпионата Австрии в 1989 году, а в 1990/91 сезоне — лучшим голеадором Кубка европейских чемпионов вместе с Жан-Пьером Папеном.
В 1993 году уехал за границу в «Мюнхен 1860», чтобы помочь команде выйти в Бундеслигу. Закончил свою карьеру в другом клубе Вены, «Аустрии», в 1996 году.

### Международная карьера
Дебютировал за сборную Австрии в октябре 1982 года в матче против Северной Ирландии, но не попал на чемпионат мира по футболу 1990. Пакульт сыграл 24 матча, забив один гол: 20 сентября 1988 года в товарищеском матче против Чехословакии, его команда проиграла со счётом 4:2. Его последняя международная игра состоялась в ноябре 1993 года в отборочном матче чемпионата мира против Швеции.

## Тренерская карьера
После окончания своей игровой карьеры был помощником главного тренера в «Мюнхен 1860» и одновременно с 1996 по 1998 год и с 1 апреля 2001 по 30 июня 2001 года тренировал любительский состав. С 18 октября 2001 по 2003 год он тренировал основную команду, будучи преемником Вернера Лоранта, который перешёл в «Фенербахче». С 2004 года Пакульт был тренером «Кернтена». Срок пребывания у руля клуба закончился 30 июня 2005 года.
19 мая 2005 года забил символический гол на «Альянц Арене» в Мюнхене на репетиции церемонии официального открытия стадиона.
28 декабря 2005 года был нанят на должность тренера клуба из второго дивизиона «Динамо» Дрезден. 14 мая 2006 года понизился в классе с «Динамо» Дрезден в Регионаллигу, заняв 15-е место во Второй Бундеслиге. Успешно начал с «Динамо» сезон в Регионаллиге, однако в сентябре 2006 года контракт с ним был расторгнут.
Контракт Пакульта с «Динамо», действительный до 2007 года, был выкуплен венским «Рапидом». В первом сезоне команда Пакульта заняла четвёртое место, получив путёвку в Кубок Интертото. В следующем сезоне он также вышел в Кубок Интертото, реальной целью на сезон был Кубок УЕФА. В сезоне 2007/08 он выиграл национальный чемпионат, в том числе его клуб одержал разгромную победу со счётом 7:0 на выезде в матче против «Ред Булл» из Зальцбурга, этот матч привлёк внимание международного футбольного сообщества.
На международной арене шанс на желанную квалификацию в групповой этап Лиги чемпионов или Кубка УЕФА был упущен. В сезоне 2008/09 «Рапид Вена» Петера Пакульта финишировал на втором месте после «Ред Булл». Летом 2009 года Пакульт занялся чисткой тренерского штаба. Леопольд Роттер заменил Зорана Баришича на должности помощника тренера, а Манфред Кольбахер занял место Петера Зайцека на посту тренера вратарей.
В сезонах 2009/10 и 2010/11 он достиг быстрого прогресса в групповом этапе Лиги Европы. В первом розыгрыше в раунде плей-офф его клуб прошёл «Астон Виллу» по большему количеству голов на выезде (2:2).
Позже, в начале апреля, появились слухи о будущем сотрудничестве между Пакультом и тренером «Ред Булл» Дитрихом Матешицом, руководство «Рапида» 11 апреля расторгло контракт с Пакультом в связи с массированным подрывом доверия, повлёкшим серьёзные последствия. Пакульт осел на некоторое время и отказался от пресс-конференции, чтобы представить свою точку зрения.
В сезоне 2011/12 Пакульт стал главным тренером «РБ Лейпциг», сменив на этом посту Томаса Орала. Он подписал двухлетний контракт. После того как команде Пакульта не удалось выйти из Третьей лиги, он попал под шквал критики. В начале июля 2012 года Пакульта заменил Александр Зорнигер, который ранее был тренером «Зонненхоф Гроссашпах», сам Пакульт воспринял такое решение с явным недовольством. 18 декабря 2012 года было объявлено, что Петер Пакульт будет работать в качестве тренера «Динамо» Дрезден. Он подписал контракт до 30 июня 2014 года, который, однако, действовал только для Второй бундеслиги.
После первых четырёх матчей сезона 2013/14 команда набрала всего 2 очка, потерпев два обидных домашних поражения со счетом 1:3 и 0:3. В результате 18 августа 2013 года Петер Пакульт был уволен с поста тренера «Динамо Дрезден».
После полутора лет без клуба 22 апреля 2015 года Пакульт был назначен тренером австрийского «Флоридсдорфа» из второго дивизиона. По итогам сезона 2014/15 клубу удалось избежать вылета, но в новом сезоне 2015/16 у Пакульта была серия из десяти последовательных поражений. 23 сентября 2015 года команда проиграла 11-й раз в кубке Австрии клубу из региональной лиги, «Ланковиц». На следующий день Пакульт ушёл в отставку.
6 октября 2015 года Пакульт стал новым тренером словенского клуба «Заврч», но через две недели был уволен. 7 января 2017 года Пакульт стал новым главным тренером хорватской «Цибалии», но уже в марте был уволен после пяти игр без побед. 13 июня 2017 года было объявлено, что Пакульт занял главный тренерский пост в сербском клубе «Раднички Ниш». Однако в начале сентября того же года он был уволен. 3 января 2018 года Пакульт возглавил албанский «Кукеси». 13 июля покинул клуб. 8 марта 2019 года Пакульт стал тренером черногорского клуба «Титоград Подгорица». 14 июня, спустя всего три месяца, покинул клуб.
В декабре 2020 года он стал тренером клуба второго дивизиона Австрии «Аустрия Клагенфурт». Под его руководством клуб из Клагенфурта добился своего первого повышения в Бундеслигу по итогам сезона 2020/21. Команда смогла закрепиться там, трижды подряд выходя в чемпионскую группу с 2022 по 2024 год, всегда занимая шестое место. В сезоне 2024/25 клагенфуртский клуб впервые не попал в первую шестёрку и скатился в борьбу за выживание. Впоследствии Пакульт был уволен в апреле 2025 года, а «Аустрия» на тот момент была предпоследней.

## Скандал
8 апреля 2012 года «РБ Лейпциг» Петера Пакульта одержал победу со счётом 2:1 над «Санкт-Паули II», болельщика которого Пакульт обозвал «голубой свиньёй», инцидент получил огласку в газете «Bild». Пакульт предстал перед немецким спортивным судом, его обязали выплатить штраф в размере 800 евро.

## Статистика выступлений
| Клуб             | Сезон            | Лига | Лига | Кубки | Кубки | Еврокубки | Еврокубки | Прочие | Прочие | Итого | Итого |
| Клуб             | Сезон            | Игры | Голы | Игры  | Голы  | Игры      | Голы      | Игры   | Голы   | Игры  | Голы  |
| ---------------- | ---------------- | ---- | ---- | ----- | ----- | --------- | --------- | ------ | ------ | ----- | ----- |
| Флоридсдорф      | 1980/81          | -    | -    | 1     | 1     | -         | -         | 0      | 0      | 1     | 1     |
| Флоридсдорф      | Итого            | 0    | 0    | 1     | 1     | 0         | 0         | 0      | 0      | 1     | 1     |
| Винер Шпорт-Клуб | 1980/81          | 16   | 6    | 2     | 0     | 0         | 0         | 0      | 0      | 18    | 6     |
| Винер Шпорт-Клуб | 1981/82          | 34   | 11   | 1     | 0     | 5         | 3         | 0      | 0      | 40    | 14    |
| Винер Шпорт-Клуб | 1982/83          | 26   | 16   | 1     | 1     | 5         | 1         | 0      | 0      | 32    | 18    |
| Винер Шпорт-Клуб | 1983/84          | 27   | 14   | 2     | 1     | 0         | 0         | 0      | 0      | 29    | 15    |
| Винер Шпорт-Клуб | Итого            | 103  | 47   | 6     | 2     | 10        | 4         | 0      | 0      | 119   | 53    |
| Рапид (Вена)     | 1984/85          | 27   | 12   | 5     | 3     | 9         | 4         | 0      | 0      | 41    | 19    |
| Рапид (Вена)     | 1985/86          | 31   | 14   | 4     | 3     | 4         | 3         | 0      | 0      | 39    | 20    |
| Рапид (Вена)     | Итого            | 58   | 26   | 9     | 6     | 13        | 7         | 0      | 0      | 80    | 39    |
| Сваровски-Тироль | 1986/87          | 29   | 21   | 6     | 9     | 8         | 3         | 0      | 0      | 43    | 33    |
| Сваровски-Тироль | 1987/88          | 33   | 11   | 7     | 5     | 2         | 0         | 1      | 0      | 43    | 16    |
| Сваровски-Тироль | 1988/89          | 36   | 26   | 7     | 10    | 6         | 2         | 0      | 0      | 49    | 38    |
| Сваровски-Тироль | 1989/90          | 31   | 18   | 4     | 3     | 10        | 7         | 1      | 0      | 46    | 28    |
| Сваровски-Тироль | 1990/91          | 24   | 13   | 1     | 1     | 10        | 9         | 1      | 0      | 36    | 23    |
| Сваровски-Тироль | 1991/92          | 30   | 16   | 3     | 0     | 9         | 5         | 0      | 0      | 42    | 21    |
| Сваровски-Тироль | Итого            | 183  | 105  | 28    | 28    | 45        | 26        | 3      | 0      | 259   | 159   |
| Шталь (Линц)     | 1992/93          | 34   | 11   | 4     | 3     | 3         | 1         | 0      | 0      | 41    | 15    |
| Шталь (Линц)     | Итого            | 34   | 11   | 4     | 3     | 3         | 1         | 0      | 0      | 41    | 15    |
| Мюнхен 1860      | 1993/94          | 37   | 18   | 0     | 0     | -         | -         | 0      | 0      | 37    | 18    |
| Мюнхен 1860      | 1994/95          | 16   | 3    | 3     | 0     | 0         | 0         | 0      | 0      | 19    | 3     |
| Мюнхен 1860      | Итого            | 53   | 21   | 3     | 0     | 0         | 0         | 0      | 0      | 56    | 21    |
| Аустрия (Вена)   | 1995/96          | 32   | 3    | 3     | 0     | 3         | 1         | 0      | 0      | 38    | 4     |
| Аустрия (Вена)   | Итого            | 32   | 3    | 3     | 0     | 3         | 1         | 0      | 0      | 38    | 4     |
| Всего за карьеру | Всего за карьеру | 463  | 213  | 54    | 40    | 74        | 39        | 3      | 0      | 594   | 292   |